# Desa Muck
Desa Muck (* 29. August 1955 in Ljubljana, Jugoslawien) ist eine slowenische Kinder- und Jugendbuchautorin sowie Schriftstellerin. In früheren Jahren war sie zudem Fernsehmoderatorin und Schauspielerin.

## Leben und Werk
Desa Muck wuchs in eher ärmlichen Verhältnissen auf. Viele ihrer Verwandten gingen künstlerischen Berufen nach, so ist sie u. a. die Nichte des Schauspielers, Dichters und Professors Kristjan Muck und die Cousine der Illustratorin Lucija Stupica. Während sich ihr Vater eher der Musik widmete, schrieb ihr Großvater Geschichte und ihr Bruder beschäftigt sich mit Lyrik. In ihrer Schulzeit war der Autorin ihre ärmliche Herkunft unangenehm, was sie dazu veranlasste, ihre Schulkameraden anzulügen. Sie ging nicht gern zur Schule und brach sie später aufgrund zu vieler unentschuldigter Fehlstunden ab. Vor ihrer Karriere als Schriftstellerin arbeitete sich als technische Zeichnerin sowie Pflegerin für Kinder mit geistiger Behinderung, nebenbei veröffentlichte sie über 150 Groschenromane. Ab den 1980er-Jahren war sie auch als Schauspielerin, Moderatorin sowie TV- und Radio-Szenaristin tätig, 2000 verkörperte sie die weibliche Hauptrolle in der slowenischen Fernsehserie Bolnišnica na robu („Krankenhaus am Rande“). Abgesehen von ihren Kinder- und Jugendbüchern zählt die Autorin mit über 300 veröffentlichten Zeitungskolumnen heute zu den meistgelesenen Kolumnisten Sloweniens. Sie lebt mit ihren drei Töchtern in der Gemeinde Mokronog in der slowenischen Region Dolenjska.
Desa Mucks Kinder- und Jugendliteratur umfasst sowohl realistische Erzählungen (z. B. Anica in materinski dan, 2001; „Anica und der Muttertag“) und Romane (Hči Lune, 1995; „Die Mondstochter“) als auch Fantasy-Geschichten (Kakšne barve ima svet?, 2002; dt. Übersetzung Welche Farbe hat die Welt, 2002; Kokoš velikanka, 2007, „Das Riesenhuhn“) und Sachbücher mit Ratgebercharakter (Die Reihe „Blazno resno o…“, „Wahnsinnig ernst über…“). Der Durchbruch gelang Muck 1993 mit den beiden Jugendbüchern Pod milim nebom (dt. Übersetzung Auf und davon. Eine Abenteuergeschichte aus Istrien, 2004) und Blazno resno o seksu (dt. Wahnsinnig ernst über Sex. Tips für Jugendliche, 1999). In ihren Jugendwerken behandelt sie wichtige Themen aus der Lebenswelt von Teenagern, wie Schule, Freundschaft, Liebe und Sexualität, versieht diese mit einer Prise Humor und bietet den Jugendlichen taktvoll Lösungen für die geschilderten Probleme an. In der fünfteiligen „Wahnsinnig ernst“-Reihe zu den Themen Sexualität, Verhalten, Drogen und Medien verflicht sie ihre Geschichten zudem mit humorvollen Fragespielen und wissenschaftlichen Erklärungen zum jeweiligen Themengebiet. Im autobiografisch angelegten Jugendroman Lažniva Suzi (1997, „Die verlogene Susi“) verarbeitet sie die Erfahrungen, die sie während ihrer eigenen Schulzeit sammelte: Da der Protagonistin ihre ärmliche Herkunft peinlich ist, belügt sie ihre Schulkameraden, bis ihre Geschichten eines Tages entlarvt werden und sie allmählich beginnen muss, sich selbst zu akzeptieren. 2023 wurde sie zur „Luchs-Botschafterin“ für die Organisation LIFE Lynx, was bedeutet, dass sich einige ihrer zukünftigen Kinderbücher um Luchse und ihren Nachwuchs drehen werden. Abgesehen von Kinder- und Jugendliteratur schreibt Muck aber auch Prosa für Erwachsene (Panika, 2003; „Panik“; Peskovnik boga otroka, 2006; „Der Sandkasten des Kind Gottes“) sowie Dramen. Letztere thematisieren unterschiedliche Probleme der modernen Gesellschaft, wie u. a. Drogenabhängigkeit (Blazno resno zadeti, 2004, „Wahnsinnig ernst high“), die Schattenseiten zu frühen Ruhms (Blazno resno slavni, 2007, „Wahnsinnig ernst berühmt“), Schönheitsideale und Gewichtsprobleme (Jutri začnem, 2002, „Morgen fange ich an“), die Frage nach dem Sinn des Lebens (Selma in Lojzka, 2006, „Selma und Lojzka“) oder die krankhafte Abhängigkeit von Beziehungen (Neskončno ljubljeni moški, 2006, „Die unermesslich geliebten Männer“), zeichnen sich jedoch allesamt durch einen komisch-sarkastischen Unterton aus. Dennoch regen sie trotz der humoristischen Elemente auch zum Nachdenken an. Die Protagonisten wirken dabei aufgrund ihrer übertriebenen negativen Eigenschaften nahezu tragikomisch.
Desa Mucks wurde für ihre Werke mehrfach ausgezeichnet. Nach ersten Auszeichnungen für ihre Hörspiele Kdo je ubil zmaja? („Wer hat den Drachen getötet?“) 1988 und Radijski Škrat Lojze („Lojze, der Radio-Zwerg“) 1992 erhielt sie 1998 den Večernica-Preis für ihr Buch Lažniva Suzi sowie 2005 den Levstik-Preis für ihre Kinderbuchserie Anica, die von der jungen slowenischen Leserschaft bereits mehrmals zum beliebtesten Buch des Jahres gewählt wurde. Ihr Kinderbuch Anica in velike skrbi (2003; „Anica und die großen Sorgen“) schaffte es 2006 auf die IBBY-Ehrenliste. 2016 folge der von RTV Slovenija verliehene Ježek-Preis sowie 2023 der Levstik-Preis für ihr Lebenswerk. Ihre Werke wurden in zahlreiche Sprachen übersetzt, u. a. ins Deutsche, Englische, Spanische, Bulgarische, Makedonische, Kroatische, Serbische, Tschechische, Slowakische, Rumänische und Romani. Ihr Roman Panik erschien 2014 als Kinofilm.

## Publikationen

### Kinder- und Jugendliteratur (Auswahl)
- Blazno resno o seksu. Knjiga namigov za najstnike, 1993. Ljubljana: Mladinska knjiga.
  - dt. Übersetzung: Wahnsinnig ernst über Sex. Tips für Jugendliche. Übersetzt von Marica Kulnik, 1999. Klagenfurt [u. a.]: Mohorjeva Hermagoras.
- Pod milim nebom, 1993. Klagenfurt: Mohorjeva Hermagoras.
  - dt. Übersetzung: Auf und davon. Eine Abenteuergeschichte aus Istrien. Übersetzt von Tamara Kapus, 2004. Klagenfurt [u. a.]: Mohorjeva Hermagoras.
- Blazno resno popolni. Knjiga namigov za najstniški bonton, uporabna tudi v našem območju, 1995. Ljubljana: Mladinska knjiga.
- Hči Lune, 1995. Ljubljana: Mladinska knjiga.
- Kremplin. Romantična grozljivka, 1996. Klagenfurt [u. a.]: Mohorjeva Hermagoras.
  - dt. Übersetzung: Kremplin, der unsterbliche Magier. Eine romantische Gruselgeschichte. Übersetzt von Irena Steinger, 2005. Klagenfurt: Mohorjeva Hermagoras.

- Blazno resno zadeti, 1996. Ljubljana: Mladinska knjiga.
- Lažniva Suzi, 1997. Ljubljana: Mladinska knjiga.
- Blazno resno slavni, 1998. Ljubljana: Mladinska knjiga.
- Blazno resno o šoli, 2000. Ljubljana: Mladinska knjiga.
- Anica in materinski dan, 2001. Ljubljana: Mladinska knjiga.
- Kakšne barve je svet, 2002. Klagenfurt: Mohorjeva Hermagoras.
  - dt. Übersetzung: Welche Farbe hat die Welt? Übersetzt von Tamara Kapus, 2002. Klagenfurt [u. a.]: Mohorjeva Hermagoras.
- Anica in počitnice, 2004. Ljubljana: Mladinska kniga.
- Anica in prva ljubezen, 2005. Ljubljana: Mladinska knjiga.
- Kokoš velikanka, 2007. Ljubljana: Sodobnost.
- Čudežna bolha Megi in zajček Branko, 2012. Ljubljana: Mladinska knjiga.
- Škratovile najdejo mamo, 2016. Ljubljana: BP.
- Čudežna bolha Megi in zlati ribici Darja in Ivo, 2017. Ljubljana: Mladinska knjiga.
- Škratovile udomačjico samoroga, 2017. Ljubljana: BP.
- Blazno resno o HPV, 2023. Ljubljana: Zveza slovenskih društev za boj proti raku.
- Pogumni Maks, 2023. Mokronog: Muck Blažina.

### Prosa für Erwachsene
- Panika, 2003. Ljubljana: Mladinska knjiga.
- Peskovnik Boga Otroka, 2006. Ljubljana: Sanje.
- Odred ali kako osrečiti druge proti njihovi volji, 2015. Ljubljana: Mladinska knjiga.

### Dramen
- Kdo je ubil zmaja? Kriminalka za začetnike, 1989. Ljubljana: Radiotelevizija.
- Radijski Škrat Lojze. Radijska igra za otroke,, 1996. Ljubljana: Radio Slovenija.
- Jutri začnem. Monokomedija, 2002.
- Neskončno ljubljeni moški. Komedija, 2004. Mokronog: Mestno gledališče.
- Blazno resno zadeti, 2004. Kranj: PG Kranj.
- Selma in Lojzka. Romantična komedija, 2006.
- Blazno resno slavni, 2007. Kranj: PG Kranj.
- Blazno resno o seksu, 2008. Kranj: PG Kranj.
- Končno srečna! Monokomedija, 2010.
- Alpska saga. Muzikal, 2017.

## Deutschsprachiges Hörspiel
- 1990: In der Reihe RIFF – Ohrclip: Der Drache ist tot – Übersetzung: Mako Sajko; Regie: Frank E. Hübner (Hörspiel – WDR)[11]